# Servicios Postales del Perú
Servicios Postales del Perú (Serpost) es una empresa estatal peruana, dedicada al servicio de correspondencia, giros postales y al mercado de envíos y encomiendas nacionales e internacionales, y cumpliendo con las funciones de Servicio Postal Universal.
Fue creada mediante el Decreto Legislativo 685 del 5 de noviembre de 1991 como sucesora de la Dirección General de Correos y Telégrafos —la cual poseía el monopolio del servicio postal en Perú desde 1916—, iniciando sus operaciones formalmente el 22 de noviembre de 1994.
Serpost emplea a 563 carteros, 1772 trabajadores y cuenta con 158 oficinas en el Perú.
Hacia la década de 2010, Serpost sufrió retrasos en la entrega de paquetes, sobre todo en el comercio electrónico, debido a una huelga de 34 días de sus trabajadores. En 2025, el Ministerio de Transportes y Comunicaciones propuso la privatización total de la empresa estatal.